# Ceux qui sont de trop
Ceux qui sont de trop est une nouvelle d’Anton Tchekhov, parue en 1886.

## Historique
Ceux qui sont de trop est initialement publiée dans la revue russe Le Journal de Pétersbourg, numéro 169, du 23 juin 1886, sous le pseudonyme Antocha Tchékhonté. Aussi traduit en français sous le titre Les Gens de trop.

## Résumé
Pavel Zaïkine descend du train à la station de Khilkovo. C’est une station estivale où les maris rejoignent leurs familles pour le week-end. Pavel échange quelques mots avec un homme au pantalon roux, visiblement dans le même cas que lui. Quand il arrive chez lui il n'y a personne, à part Pétia son fils de six ans. Sa femme est à une répétition de théâtre, la bonne est sortie. Il s’occupe avec Pétia, puis sa femme rentre de la répétition avec deux hommes et une amie.
Les invités veulent manger. Il faut aller chercher des victuailles. Pavel va se coucher, mais sa femme le réveille dans la nuit. Il faut qu’il aille dormir dans le bureau, car son amie veut dormir dans la chambre.
Pavel sort dans la nuit et rencontre l’homme au pantalon roux : lui aussi est de trop chez lui. Tous deux décident d’aller dans une auberge.

## Édition française
- Ceux qui sont de trop, traduit par Madeleine Durand et Édouard Parayre, révision de Lily Dennis, Bibliothèque de la Pléiade, éditions Gallimard, 1967  (ISBN 978 2 07 0105 49 6).